# Krmiva
Krmiva je časopis Hrvatskoga agronomskoga društva iz područja poljoprivrede odnosno agronomije i biotehnologije. Časopis je o hranidbi životinja, proizvodnji i tehnologiji krme.

## Povijest
Izlazi od 1957. godine. Do 2011. godine izlazio je u šest svezaka godišnje. U razdoblju od 2012. do 2014. godine izlazio je u četirima svescima, a od 2015. u dvama svescima godišnje. Do 2005. uređivao ga je Franjo Dumanovski. Od 2005. do 2010. glavna urednica časopisa bila je Vlasta Šerman. Nakon nje na mjestu glavnog urednika je Zlatko Janječić.
U Krmivima se objavljuje izvorne znanstvene i stručne članke, prethodna i kratka priopćenja, pregledne članke, referate izložene na znanstvenim i stručnim skupovima, te prikaze iz znanstvene i stručne domaće i strane literature iz područja hranidbe životinja, proizvodnji i tehnologiji krme. Objavljeni članci su na hrvatskom i na engleskom jeziku.
Radovi iz Agronomskog glasnika citirani su u sljedećim časopisima i bazama podataka: : Nutrition Abstract and Review (CAB International), Agricola, Referativny Zhumal, World translations indeks i drugima.
ISSN elektronskog izdanja je 1848-901X . ISSN tiskanog izdanja je ISSN 0023-4850.

## Vanjske poveznice
- Krmiva
- Časopisi Hrvatskoga agronomskog društva  Arhivirana inačica izvorne stranice od 30. kolovoza 2018. (Wayback Machine)